# 流潋紫
流潋紫（1984年10月8日—），本名吴雪岚，浙江省湖州市南浔区練市鎮人。她在2007年毕业于浙江师范大学行知学院汉语言文学专业，文学学士学位，之后担任杭州江南实验中学老师。2005年，开始从事业余写作，时常在網路发布小说及散文；2006年，创作长篇小说《后宫：甄嬛传》近一百万字。
2007年，由花山出版社發行，受到眾多读者喜爱，成为近几年中国大陆最畅销的小说之一。

## 作品

### 小说
- 2006年《爱人》第11期:《有一种爱，与婚姻无关》
- 2006年《言情》第3期《严小心的超市爱情》
- 2006年《恋爱婚姻家庭》第1期《鸭架粥》（下半月）
- 2007年《学子》月刊第2期《如是今日，愿不再相见》
- 2008年《今古传奇言情版》01月号《后宫玉簟秋》為後宮甄嬛傳番外。
- 《后宫甄嬛传》
- 《后宫如懿传》，為《後宮甄嬛傳》電視劇版續集，女主角為乾隆帝弘曆的繼皇后[1]
- 《德妃传》，為《後宮甄嬛傳》電視劇版前传，女主角為雍正帝胤禛的母亲孝恭仁皇后

## 改編作品

### 電視劇
- 本人在改編電視劇中客串秀女“劉蓮子”。

- 本人在改編電視劇中客串諴親王福晉。

## 抄袭争议
流潋紫的第一部长篇小说《甄嬛传》在晋江文学网上连载时，就被指在情节、人设、描写上抄袭《斛珠夫人》、《冷月如霜》、《双成》、《春衫薄》多部同类型后宫小说，甚至还包括《红楼梦》、《金瓶梅》等经典小说。
流潋紫因此受到晋江文学网处罚，专栏被锁定，流潋紫离开晋江，创建私人博客继续连载《後宮：甄嬛传》。